# Nổi dậy cộng sản Malaysia (1968–1989)
Chiến tranh nổi dậy cộng sản, cũng gọi là Tình trạng khẩn cấp Malaya lần thứ hai, diễn ra tại Malaysia từ năm 1968 đến năm 1989, liên quan đến Đảng Cộng sản Malaya (MCP) và lực lượng an ninh của chính phủ Malaysia. Sau khi Tình trạng khẩn cấp Malaya kết thúc vào năm 1960, Quân Giải phóng Dân tộc Malaya do người Hoa chi phối của Đảng Cộng sản triệt thoái đến biên giới Malaysia – Thái Lan, tại đây họ tái tập hợp và tái huấn luyện nhằm tiến hành những cuộc tấn công chống chính phủ Malaysia. Nổi dậy cộng sản chính thức bắt đầu khi Đảng Cộng sản Malaya phục kích lực lượng an ninh tại Kroh–Betong vào ngày 17 tháng 6 năm 1968. Xung đột cũng trùng hợp với những căng thẳng hồi sinh giữa người Mã Lai và người Hoa tại Malaysia bán đảo và Chiến tranh Việt Nam.
Mặc dù Đảng Cộng sản Malaya nhận được một số hỗ trợ hạn chế từ Trung Quốc, song hỗ trợ này kết thúc khi chính phủ Malaysia và Trung Quốc thiết lập quan hệ ngoại giao vào tháng 6 năm 1974. Năm 1970, Đảng Cộng sản Malaya bị chia rẽ dẫn đến hai phe ly khai: Đảng Cộng sản Malaya – Marxist – Leninist (CPM–ML) và Phái Cách mạng (CPM–RF). Bất chấp những nỗ lực nhằm thu hút người Mã Lai gia nhập Đảng Cộng sản Malaya, tổ chức này vẫn chủ yếu do người Hoa chi phối trong suốt thời gian nổi dậy. Thay vì tuyên bố một "tình trạng khẩn cấp" như người Anh từng tiến hành trước đó, chính phủ Malaysia phản ứng với cuộc nổi dậy bằng cách thi hành một số chính sách chủ động.
Nổi dậy cộng sản kết thúc vào ngày 2 tháng 12 năm 1989 khi Đảng Cộng sản Malaya ký một hòa ước với chính phủ Malaysia tại Hat Yai, Thái Lan. Sự kiện này trùng hợp về thời gian với sự sụp đổ của các chế độ cộng sản tại khối Phía Đông.

## Bối cảnh
Trong Tình trạng khẩn cấp Malaya lần thứ nhất (1948–1960), Đảng Cộng sản Malaya phát động một cuộc nổi dậy thất bại nhằm chống lại Liên hiệp bang Malaya. Sự kiện Liên hiệp bang Malaya độc lập vào ngày 31 tháng 8 năm 1957 loại bỏ động cơ chính của những người cộng sản. Tình trạng khẩn cấp Malaya lần thứ nhất bị bãi bỏ vào ngày 31 tháng 7 năm 1960. Trong thời gian yên tĩnh từ 1960 đến 1968, Đảng Cộng sản Malaya trải qua một giai đoạn hợp lý hóa, tái huấn luyện, và tái truyền bá tư tưởng cộng sản. Quân Giải phóng Dân tộc Malaya (MRLA) thiết lập một loạt căn cứ dọc theo biên giới Malaysia – Thái Lan. Mặc dù bị lực lượng Thịnh vượng chung làm cho suy yếu trong Tình trạng khẩn cấp Malaya lần thứ nhất, song Đảng Cộng sản Malaya sở hữu một lực lượng hạt nhân gồm từ 500–600 quân du kích được huấn luyện tốt và một lực lượng dự bị với 1.000 người, sẵn sàng phục vụ toàn thời gian khi cần thiết. Đảng Cộng sản Malaya cũng tái tổ chức những đơn vị của mình và cũng tái kiến thiết thông qua việc đào tạo những tân binh du kích. Họ cũng phát triển các kỹ năng mới trong chiến tranh du kích sau khi quan sát Chiến tranh Việt Nam.
Đảng Cộng sản Malaya cũng nỗ lực tuyển mộ thêm nhiều người Mã Lai vào tổ chức của họ. Mặc dù có một số lượng nhỏ cán bộ người Mã Lai, trong đó có Abdullah CD và Rashid Maidin, song người Hoa vẫn chiếm ưu thế trong tổ chức. Một đơn vị Mã Lai đặc biệt mang tên Trung đoàn số 10 được thiết lập dưới quyền chỉ huy của một thành viên Ủy ban trung ương. Abdullah C.D. cũng thiết lập một số "trường cách mạng nhân dân" (Sekolah Revolusi Rakyat) nhằm phổ biến các tư tưởng Mao Trạch Đông trong cộng đồng người Mã Lai tại Thái Lan. Do Đảng Cộng sản Malaya đặt căn cứ tại miền nam Thái Lan, hầu hết các tân binh là người Mã Lai tại Thái Lan và người từ bang Kelantan.
Nhằm tăng cường tính thu hút của Đảng Cộng sản Malaya trong cộng đồng người Mã Lai, Đảng Huynh đệ Hồi giáo (Parti Persaudaraan Islam, PAPERI) được thiết lập với vai trò là tổ chức ngoại vi của Đảng Cộng sản Malaya. PAPERI chịu trách nhiệm phân phối những tờ rơi tuyên truyền rằng không có xung khắc giữa Hồi giáo và Chủ nghĩa cộng sản. Tháng 7 năm 1961, Trần Bình họp với Đặng Tiểu Bình tại Trung Quốc, Đặng Tiểu Bình đề xuất với Đảng Cộng sản Malaya rằng họ nên tiến hành một cuộc đấu tranh vũ trang lần thứ hai, nhấn mạnh rằng Malaysia đã chín muồi để tiến hành một cuộc cách mạng. Thành công của cộng sản trong Chiến tranh Việt Nam thúc đẩy Đảng Cộng sản Malaya phát động một cuộc nổi dậy khác tại Malaysia. Đặng Tiểu Bình sau đó hứa với Trần Bình rằng Trung Quốc sẽ trợ giúp Đảng Cộng sản Malaya và đóng góp 100.000 USD cho nổi dậy cộng sản lần thứ nhì tại Malaysia.

## Tấn công ban đầu
Ngày 1 tháng 6 năm 1968, Bộ tư lệnh trung ương của Đảng Cộng sản Malaya ban hành một chỉ thị mang tên "Giương cao hồng kỳ vĩ đại đấu tranh vũ trang, dũng cảm tiến lên." Đảng Cộng sản Malaya sẵn sàng bắt đầu một cuộc nổi dậy mới tại Malaysia. Ngày 17 tháng 6 năm 1968, nhằm đánh dấu kỷ niệm 20 năm đấu tranh vũ trang chống chính phủ của họ, Đảng Cộng sản Malaya phát động một cuộc phục kích chống lại lực lượng an ninh tại khu vực Kroh–Betong tại miền bắc của Malaysia bán đảo. Họ giành được đại thắng, tiêu diệt 17 thành viên lực lượng an ninh, và sự kiện này đánh dấu khởi đầu cuộc nổi dậy vũ trang lần thứ nhì của Đảng Cộng sản Malaysia. Trong giai đoạn đầu, Đảng Cộng sản Malaya giành được một số lượng đáng kể thắng lợi. Những hành động của họ trong giai đoạn này táo bạo hơn và quyết liệt hơn, gây thiệt hại đáng kể cho lực lượng an ninh. Những thành công này là do sự chuẩn bị và huấn luyện mà Đảng này có được trong giai đoạn yên tĩnh sau khi kết thúc tình trạng khẩn cấp lần thứ nhất.
Theo Trần Bình, hàng ngũ của Đảng Cộng sản Malaya tăng lên đến khoảng 1.000 trong giai đoạn 1967–1968. Sau những bạo loạn sắc tộc trong Sự kiện 13 tháng 5, các hoạt động cộng sản ngầm tại các thị trấn và khu vực nông thôn phát động một chiến dịch truyền miệng với mục tiêu là những thanh niên người Hoa bất mãn với những chính sách thiên vị người Mã Lai của chính phủ Liên Minh, đặc biệt là chính sách Kinh tế Mới. Đến giai đoạn này, số lượng thành viên của Quân Giải phóng Dân tộc Malaysia tăng lên đến 1.600 với khoảng một nửa trong số đó có nguồn gốc từ bán đảo Malaysia và phần còn lại đến từ miền nam Thái Lan. Trong khi thừa nhận sự hiện diện của căng thẳng sắc tộc mãnh liệt trong xã hội Malaysia, Giáo sư lịch sử Tạ Văn Khánh (Cheah Boon Kheng) cho rằng nổi dậy cộng sản không phát triển thành một xung đột chủng tộc do chính phủ và công chúng lo lắng trước cuộc nổi dậy. Họ học được từ quá khứ rằng họ không thể dựa thêm nữa vào tình cảm từ người nghèo hoặc dân làng để đáp ứng nhu cầu thực phẩm và hậu cần cho mình.
Nhằm hỗ trợ cho cuộc nổi dậy hồi sinh của Đảng Cộng sản Malaya, một đài phát thanh bí mật mang tên Suara Revolusi Rakyat (Tiếng nói cách mạng nhân dân) được thiết lập vào năm 1969 nhằm phục vụ cho lực lượng cộng sản nòng cốt trên khắp bán đảo Mã Lai thuộc Malaysia và Singapore. Suara Revolusi được đặt tại tỉnh Hồ Nam Do Trung Quốc thời Mao Trạch Đông vẫn ngầm hỗ trợ những phong trào du kích theo chủ nghĩa Tư tưởng Mao Trạch Đông tại Đông Nam Á, trong đó có Đảng Cộng sản Malaya, đài phát thanh truyền đi những tin tuyên truyền chủ nghĩa Tư tưởng Mao Trạch Đông, ủng hộ Đảng Cộng sản Trung Quốc và Đảng Cộng sản Malaya. Chương trình của Suara được phát qua khu vực bằng một máy phát 20-KW và nó phát bằng ba ngôn ngữ: Tiếng Trung Quốc, tiếng Mã Lai, và Tamil. Đài có thêm chương trình phát sóng bằng tiếng Anh sau khi Đảng Cộng sản Malaya thành công trong việc tuyển mộ một số sinh viên từ Singapore và Malaysia. Trong khi Chi nhánh Đặc biệt Malaysia và Cục An ninh nội bộ Singapore nhìn nhận những sinh viên này là cộng sản, thì Trần Bình và những lãnh đạo khác của Đảng Cộng sản Malaya cho rằng hầu hết những sinh viên tuyển mộ được này chỉ là những cảm tình viên tả khuynh.
Năm 1969, chính phủ Malaysia phản ứng bằng cách thiết lập lực lượng đặc biệt: VAT 69 theo mô hình của Cục không trung đặc chủng (SAS) của Anh Quốc. Hầu hết những tân binh đến từ Lực lượng cảnh sát dã chiến Malaysia (PFF), được SAS huấn luyện tại Ipoh vào năm 1969. Sau khi đội SAS Anh Quốc rời đi, một đơn vị Cục không trung đặc chủng New Zealand (NZSAS) đảm nhiệm chương trình huấn luyện. Theo một báo cáo của Cục Tình báo Trung ương được công bố vào tháng 4 năm 1976, Trung Quốc hạn chế sự tham dự của họ trong Chiến tranh nổi dậy cộng sản trong việc phát thanh Suara Revolusi. Chính phủ Trung Quốc không trở thành bên tham dự cụ thể trong xung đột này, và sau đó thiết lập quan hệ ngoại giao với Malaysia vào tháng 6 năm 1974. Liên Xô và Việt Nam Dân chủ Cộng hòa cũng không tham dự Nổi dậy cộng sản Malaysia.

## Xung đột nội bộ
Trong đầu năm 1970, Đảng Cộng sản Malaya trải qua một đại khủng hoảng trong Đảng Cộng sản. Tranh chấp nội bộ bắt nguồn từ những vấn đề phản gián do Chi nhánh Đặc biệt sắp đặt, gây ra xung đột nghiêm trọng giữa những thành viên Đảng Cộng sản Malaya. Trong giai đoạn này, có tường thuật rằng những tay sai và điệp viên của chính phủ đã xâm nhập thành công tổ chức Đảng Cộng sản Malaya. Theo tường thuật thì những "điệp viên" có âm mưu tiến hành một đảo chính trong đại bản doanh của Đảng Cộng sản Malaya. Theo Trần Bình, những nhà điều tra phản gián do Ủy ban Trung ương Đảng bổ nhiệm báo cáo rằng họ tin là 90% tân binh người Thái gốc Hoa gia nhập Đảng Cộng sản từ năm 1960 trở đi là những điệp viên chính phủ.
Những thành viên trong cánh quân sự bắt đầu cáo buộc lẫn nhau là điệp viên chính phủ, sự phản bội trong hàng ngũ du kích được nhìn nhận là tội nghiêm trọng nhất chống đảng và thường được trừng phạt bằng cách hành quyết. Tại những phiên tòa trong rừng do tập thể lãnh đạo Đảng Cộng sản Malaya tổ chức, một lượng lớn du kích từ Đại bản doanh và doanh trại Betong Đông bị kết tội là tay sai của đối thủ. Tuy nhiên, nhóm Sadao và Betong Tây từ chối tiến hành những phiên tòa như vậy, từ chối tuân lệnh Ủy ban Trung ương Đảng. Họ còn cáo buộc rằng Ủy ban Trung ương Đảng nằm dưới quyền kiẻm soát của những tay sai chính phủ.
Năm 1970, một cuộc đấu tranh lãnh đạo trong Đảng Cộng sản Malaya dẫn đến sự xuất hiện của hai phe ly khai: Đảng Cộng sản Malaya–Marxist – Leninist (CPM–ML) và Phái Cách mạng (CPM–RF). Điều này khiến cho phong trào Chủ nghĩa cộng sản tại Malaysia bán đảo trên khắp Bán đảo Mã Lai bị tách thành ba nhóm khác biệt, có lực lượng vũ trang và tổ chức ngoại vi riêng. Quân đội Giải phóng Dân tộc Malaya tại phần phía bắc của Malaysia gần biên giới Thái Lan nằm tại ba địa điểm. Ủy ban Trung ương Đảng Cộng sản Malaya tồn tại cùng nhóm Betong Đông, và hai nhóm khác nằm tại Betong Tây và Sadao. Khi khủng hoảng trở nên tệ hơn, nhóm tại Sadao ly khai khỏi các nhóm chính của Đảng Cộng sản Malaysia và tự tuyên bố họ là Phái Cách mạng của Đảng Cộng sản Malaya (RF). Sau đó, nhóm Betong Tây tự xác định là Đảng Cộng sản Malaya "Marxist-Leninist" (M-L) và sau đó đổi tên cánh du kích của họ thành Quân Giải phóng Nhân dân Malaya (MPLA).
Năm 1973,Đảng Cộng sản Malaya thi hành một chiến lược mới, kêu gọi phối hợp hành động quân sự với các tổ chức ngoại vi. Đến tháng 1 năm 1975, Đảng Cộng sản Malaya cũng ban một chỉ thị thứ nhì, kêu gọi năm 1975 là "một năm mới chiến đấu". Sau những chỉ thị này, các hoạt động của Đảng Cộng sản Malaya tăng cường tại Malaysia trong năm 1974 và 1975, mặc dù chưa đến mức độ như thời kỳ Tình trạng khẩn cấp. Theo một ước tính của CIA vào tháng 4 năm 1976, các hoạt động tăng cường của Đảng Cộng sản Malaya nhằm mục đích biểu thị cho chính phủ Malaysia và công chúng rằng họ vẫn quyết tâm duy trì đấu tranh cách mạng bất chấp việc Malaysia và Trung Quốc thiết lập quan hệ ngoại giao vào tháng 6 năm 1974.
Người ta phát hiện ra rằng các nhóm Betong Tây và Sadao ngừng tồn tại không lâu sau khi họ ly khai khỏi nhóm chính. Những nhóm này nhận ra rằng cuộc đấu tranh vũ trang của họ không thể giành được bất kỳ thành công nào. Các nhóm Betong Tây và Sadao sau đó quyết định đầu hàng Chính phủ Thái Lan vào đầu năm 1987. Sau đó, cuộc đấu tranh vũ trang và các hoạt động quân sự trở nên suy yếu và tan rã do không có mục đích chính trị hoặc quân sự rõ ràng.
Đến tháng 4 năm 1976, các nguồn chính phủ Malaysia và CIA ước tính rằng có ít nhất 2.400 phiến quân cộng sản tại Malaysia bán đảo trên khắp Bán đảo Mã Lai: 1.700 thành viên trong Đảng Cộng sản Malaysia nguyên bản, 300 trong CPM-RF, và 400 trong CPM-ML. Bất chấp những nỗ lực của MCP nhằm tuyển mộ các thành viên Mã Lai mới, theo ước tính vào năm 1976 có chưa đầy 5% thành viên của tổ chức là người Mã Lai có nguồn gốc từ Malaysia. Trong khi đó, ước tính có 69% thành viên của Đảng Cộng sản Malaya là người Hoa và 57% thành viên của Đảng này là công dân Thái Lan – bao gồm cả người gốc Hoa và Mã Lai.

## Chương trình An ninh và Phát triển (KESBAN)
Từ kế hoạch Briggs, chính phủ Malaysia hiểu được tầm quan trọng của an ninh và phát triển và cách sử dụng chúng để chống nổi dậy cộng sản. Đương thời, chính phủ Malaysia thi hành một chiến lược mới nhằm đấu tranh với Đảng Cộng sản Malaya, mang tên Chương trình An ninh và Phát triển, hay KESBAN, và tập trung vào những vấn đề quân sự nội bộ. KESBAN gồm toàn bộ những phương pháp do Lực lượng vũ trang Malaysia và các cơ quan khác tiến hành nhằm củng cố và bảo vệ xã hội khỏi sự lật đổ, vô pháp luật, và nổi dậy, đạt hiệu quả trong phá vỡ sự kháng cự. Chắc chắn nhà đương cục Malaysia nhận thấy rằng an ninh và phát triển là những cách tiếp cận khôn ngoan nhất nhằm chiến đấu với nổi dậy cộng sản và chủ nghĩa khủng bố.
Chương trình KESBAN thành công trong việc phát triển Kinh tế Malaysia thành một xã hội ổn định và an ninh hơn. Malaysia về cơ bản đã thể chế hóa những khái niệm về KESBAN, với việc thiết lập những cơ cấu phối hợp từ cấp làng, huyện, và từ bang đến liên bang. Toàn bộ các cơ quan liên quan đều có đại diện và điều này cho phép các vấn đề được thảo luận và giải quyết thông qua hội chẩn. Chính phủ tiến hành những nỗ lực lớn nhằm phát triển những khu vực nông thôn thông qua các chương trình phát triển lớn như xây đường, trường học, bệnh viện, trạm y tế, và các tiện ích công cộng như cung cấp điện và nước.
Chính phủ cũng thi hành những biện pháp an ninh khác nhằm ứng phó với mối đe dọa từ Đảng Cộng sản Malaya, bao gồm kiểm duyệt báo chí chặt chẽ, tăng cường quy mô của lực lượng an ninh, tái định cư cho người lấn chiếm đất và tái di chuyển các làng trong những khu vực nông thôn "không an toàn". Đến giữa năm 1975, khi các hoạt động quán sự của Đảng Cộng sản Malaya đạt đến một đỉnh cao, chính phủ ban hành một bộ những quy định thiết yếu và không tuyên bố một tình trạng khẩn cấp. Các quy định thiết yếu cho phép thiết lập một kế hoạch mang tên "Rukun Tetangga", nhằm khiến cho các cộng đồng Mã Lai, Hoa, và Ấn trở nên thân thiết hơn và khoan dung hơn với nhau.
Lý do khiến chính phủ không tuyên bố tình trạng khẩn cấp là nhằm tránh làm trầm trọng thêm lo sợ trong dân chúng (dẫn đến gia tăng ác cảm dân tộc) và nhằm tránh ảnh hưởng đến đầu tư ngoại quốc. Sự thịnh vượng kinh tế đạt được trong thập niên 1970 cho phép chính phủ của Tun Abdul Razak và sau là Tun Hussein Onn thu được những tiến bộ đáng kể về kinh tế. Khi Mahathir Mohammad nhậm chức Thủ tướng Malaysia vào năm 1980, ông thành công trong việc biến đổi Malaysia thành một trong các quốc gia phát triển nhanh nhất tại Châu Á, tăng trưởng bình quân hàng năm tăng lên đến 8%.
Quân Giải phóng Dân tộc Malaya cùng nỗ lực nhằm giành được sự ủng hộ của người Orang Asli, là một dân tộc nguyên trú tại Malaysia bán đảo và gồm ba nhóm: Jahai, Temiar, và Senoi sống trong vùng nội lục rừng rậm xa xôi của bán đảo. Trong Tình trạng khẩn cấp Malaysia, chính phủ Malaysia và Quân Giải phóng Dân tộc Malaysa cạnh tranh nhằm giành ủng hộ và trung thành của các cộng đồng Orang Asli. Người Orang Asli được cả hai bên sửa dụng để dẫn đường, phục vụ y tế, người đưa tin và phát triển nông nghiệp. Sau khi Tình trạng khẩn cấp Malaya kết thúc vào năm 1960, người Orang Asli bị lãng quên và điều này khiến họ không sẵn lòng ủng hộ chính phủ Malaysia trong thập niên 1970. Trong tháng 9 năm 1974, Trung đoàn Senoi Praaq được hợp nhất vào Cảnh sát Vương thất Malaysia và được đặt tại Kroh, Perak. Do có những thành công trong chiến đấu với phiến quân cộng sản, Tiểu đoàn Senoi Praaq khác được thành lập tại Bidor, Perak.

## Tiến đến hòa ước
Từ khi Malaysia và Trung Quốc kiến lập quan hệ ngoại giao năm 1974, chính phủ Malaysia kêu gọi các nhà lãnh đạo Trung Quốc sử dụng ảnh hưởng đối với tập thể lãnh đạo Đảng Cộng sản Malaya nhằm thuyết phục họ hạ vũ khí. Trong nhiệm kỳ Thủ tướng của Mahathir Mohammad, ông đề xướng một nỗ lực nhằm đưa Đảng Cộng sản Malaya vào bàn đàm phán và kết thúc nổi dậy. Mahathir cho rằng Đảng Cộng sản Malaya đang chiến đấu trong một cuộc chiến mà họ nhất định sẽ bại và thuyết phục họ hạ vũ khí và cùng với những người Malaysia khác phát triển quốc gia.
Năm 1988, tập thể lãnh đạo của Đảng Cộng sản Malaya tại phần phía bắc của Malaysia bán đảo trên Bán đảo Mã Lai chấp thuận với đề xuất của chính phủ Malaysia về việc tham dự một cuộc đàm phán về sáng kiến hòa bình. Đảng Cộng sản Malaya đương thời đang ở trong tình thế tuyệt vọng nếu tiếp tục đấu tranh vũ trang. Hơn nữa, từ đầu năm 1981, Đặng Tiểu Bình đã khuyến khích họ tìm kiếm một hòa ước với chính phủ Malaysia.
Khi khối Cộng sản tại châu Ấu sụp đổ vào cuối thập niên 1980, Đảng Cộng sản Malaya chấp thuận thực tế rằng không có bất kỳ cơ hội nào để thành lập một chính phủ cộng sản tại Malaysia. Malaysia đương thời là một trong các quốc gia phát triển mới tại châu Á, kinh tế quốc gia mạnh mẽ và phần lớn công dân Malaysia từ chối chấp thuận tư tưởng Chủ nghĩa cộng sản. Sau một loạt đàm phán giữa chính phủ Malaysia và Đảng Cộng sản Malaya, với trung gian là Thái Lan, Đảng Cộng sản Malaya cuối cùng chấp thuận ký một hòa ước tại Hat Yai, Thái Lan vào ngày 2 tháng 12 năm 1989.
Hòa ước không yêu cầu Đảng Cộng sản Malaya đầu hàng song yêu cầu Đảng Cộng sản Malaya kết thúc các hoạt động quân sự của họ. Với việc ký kết Hòa ước Hat Yai, Đảng Cộng sản Malaya chấp thuận giải thể các đơn vị vũ trang của họ và phá hủy toàn bộ số vũ khí của họ. Họ cũng "cam kết trung thành" với Quốc vương điện hạ của Malaysia. Ngày này đánh dấu kết thúc nổi dậy của Đảng Cộng sản Malaya tại Malaysia.
Đến cuối hòa ước, ước tính có khoảng 1.800 thành viên Đảng Cộng sản Malaya vẫn trong danh sách hoạt động. Một số người trong đó chọn cách quay trở lại các bang của họ tại Malaysia và phần còn lại lựa chọn ở trong một "làng hòa bình" tại biên giới Thái Lan. Chính phủ Malaysia trả tiền bồi thường cho họ, đầu tiên là trả 3.000 Ringgit để họ lập tức trở về, và trả thêm 5.000 Ringgit ba năm sau khi họ trở về. Theo các điều khoản trong hòa ước, Trần Bình nằm trong số những cán bộ Đảng Cộng sản Malaya được phép hồi hương. Tuy nhiên, chính phủ Malaysia liên tiếp ngăn chặn việc ông trở về dựa trên một số luận cứ.